# الإمارة اليهودية في فرنسا الإقطاعية (كتاب)
الإمارة اليهودية في فرنسا الإقطاعية: 768-900 هو كتاب عن تاريخ الفرنجة في العصور الوسطى من تأليف آرثر جيه زوكرمان (تشرته مطبعة جامعة كولومبيا عام 1972 م).
وفقًا لأطروحة زوكرمان المقدمة في الكتاب، أُنشئَت إمارة يهودية تابعة في ناربون (سبتمانيا) من الملك الكارولنجي بيبين كمكافأة للتعاون اليهودي في الفتح الفرنجي للمدينة في عام 759 م من الأندلس المسلمة. وقد تم تأكيد سلالة الحكام اليهود [الإنجليزية] في وقت لاحق من ابن بيبين شارلمان ومنحهم أراضي وامتيازات كبيرة. وهو ينظر إلى كونتات ودوقات تولوز (أكيتاين) وبرشلونة ( ماركس الهسبانية ) في وقت لاحق تحت حكم الكارولينجيين باعتبارهم من نسل هؤلاء الحكام اليهود. كان الحاكم الأول هو ماخير من ناربون [الإنجليزية]، وهو على الأرجح من نسل الحاكم البابلي بوستاناي [الإنجليزية]، في القرن السابع الميلادي.
ويرى زوكرمان أن الإمارة لعبت دورًا هامًّا كمنطقة عازلة في منطقة الحدود بين الخلافة الإسلامية جنوب جبال البرانس والإمبراطورية الفرنجية المسيحية في الشمال. لعب كونتاتها أدوارًا مؤثرة في الحملات العسكرية الإمبراطورية في ماركيس الهسبانية، وأكيتين، وفي البلاط الكارولنجي في آخن.
لقد تم الطعن في أطروحة زوكرمان من العديد من العلماء وانتقدها البعض بسبب وجود بعض التخمينات وافتقارها إلى الأدلة الموثوقة، وخاصة عند تحديد النبلاء المسيحيين الكارولنجيين مع الأعضاء اليهود في بيت المنفيين.

## طالع أيضًا
- مقاطعة برشلونة
- هاشمي بروفانس [الإنجليزية]
- تاريخ اليهود في فرنسا
- قائمة علماء القبالة اليهود [الإنجليزية]
- معاهدة فردان